# Schizocosa mccooki
Schizocosa mccooki är en spindelart som först beskrevs av Montgomery 1904.  Schizocosa mccooki ingår i släktet Schizocosa och familjen vargspindlar. Inga underarter finns listade i Catalogue of Life.